# Ptychadena tournieri
Ptychadena tournieri är en groddjursart som först beskrevs av Jean Guibé och Lamotte 1955.  Ptychadena tournieri ingår i släktet Ptychadena och familjen Ptychadenidae. IUCN kategoriserar arten globalt som livskraftig. Inga underarter finns listade i Catalogue of Life.